# Vía Colectora Quito-Pifo
La Vía Colectora Quito-Pifo (E28C), más conocida como la Vía Interoceánica o Av. Oswaldo Guayasamín, es una vía secundaria de sentido este-oeste ubicada en la Provincia de Pichincha al este de la ciudad capital de Quito. Esta colectora, de aproximadamente 15 kilómetros de longitud, conecta a la Avenida 6 de Diciembre en Quito con la Troncal de la Sierra (E35) y la Transversal Norte (20). 
Como se mencionó anteriormente, la vía se inicia en el valle de Quito a una altitud de aproximadamente 2780 metros sobre el nivel del mar. Inmediatamente después de su inicio, la vía empieza a descender hacia el valle interandino a través del Túnel de Guayasamín. Antes de llegar al valle interandino, la vía se interseca con la Autopista Simón Bolívar en un intercambiador ubicado a aproximadamente 2680 metros sobre el nivel del mar. La vía continua descendiendo y finalmente llega a la localidad de Cumbayá en el valle interandino a aproximadamente 2360 metros sobre el nivel del mar. 
Una vez en Cumbayá, la vía continua en dirección oriental bordeando los flancos boreales del cerro Ilaló. posteriormente, la vía pasa por la localidad de Tumbaco y finalmente llega a la localidad de Pifo donde desemboca en la bifurcación de la vía combinada E35/E20 en las vías individuales de la Troncal de la Sierra (E35) y la Transversal Norte (E20).

## Localidades destacables
De oeste a este:
- Quito, Pichincha
- Cumbayá, Pichincha
- Tumbaco, Pichincha
- Pifo, Pichincha

- Datos: Q2655481